# Sam Richardson
Sam Richardson, född 12 januari 1984 i Detroit i Michigan, är en amerikansk skådespelare, komiker, författare och producent. 
Richard inledde karriären vid improvisationsteatern The Second City. Mellan 2014 och 2019 spelade han rollen som Richard Splett i HBO-serien Veep. Tillsammans med Tim Robinson skapade han och spelade i humorserien Detroiters (2017). Han har även spelat flera roller i Robinsons humorserie I Think You Should Leave with Tim Robinson.
År 2022 nominerades Sam Richardson till en Primetime Emmy Award för bästa manliga gästskådespelare i en komediserie, för sin insats som Edwin Akufo i Ted Lasso. År 2023 nominerades han igen, för samma roll, och vann.

## Filmografi (i urval)

### Filmer
| - 2013 – Familjetrippen - 2014 – Horrible Bosses 2 - 2015 – Spy - 2016 – Bad Neighbours 2 - 2016 – Mike & Dave Need Wedding Dates - 2016 – Ghostbusters - 2016 – Office Christmas Party - 2017 – The House - 2018 – Game Over, Man! | - 2018 – Röjar-Ralf kraschar internet (röstroll) - 2019 – Good Boys - 2020 – Promising Young Woman - 2020 – Superintelligence - 2021 – The Tomorrow War - 2022 – Senior Year - 2022 – Hokus Pokus 2 - 2023 – Somebody I Used to Know - 2023 – Ruby – Havsmonstret (röstroll) - 2025 – Sacrifice |

### TV-serier
| - 2012–2013 – The Office (TV-serie) - 2013 – Arrested Development (TV-serie) - 2014–2019 – Veep (TV-serie) - 2016 – Son of Zorn (TV-serie) - 2016 – Lip Sync Battle (TV-serie) - 2016 – New Girl (TV-serie) (även 2018) - 2017 – Portlandia (TV-serie) - 2017 – Detroiters (TV-serie) - 2018 – Ghosted (TV-serie) - 2018–2019 – Rise of the Teenage Mutant Ninja Turtles (TV-serie) (röstroll) - 2019 – Archer (TV-serie) - 2019 – Room 104 (TV-serie) | - 2019–2020 – Bojack Horseman (TV-serie) - 2020 – Simma lugnt, Larry! (TV-serie) - 2020–2022 – Star Trek: Lower Decks (TV-serie) - 2020 – The Fungies! (TV-serie) - 2021–2023 – Ted Lasso (TV-serie) - 2022 – Harley Quinn (TV-serie) - 2022–nutid – The Afterparty (TV-serie) - 2023 – Velma (TV-serie) (röstroll) - 2023 – Clone High (TV-serie) (röstroll) - 2023 – Human Resources (TV-serie) (röstroll) |